# Ben Saraf
Ben Saraf (hebräisch בן שרף; * 14. April 2006 in Ometz) ist ein israelischer Basketballspieler.

## Werdegang
Sarafs Mutter Ella Amir war Basketballnationalspielerin Israels, sein Vater Yadid spielte in derselben Sportart in der ersten Liga des Landes. Als Heranwachsender betrieb Saraf auch Judo sowie Fußball auf der Position des Torwarts.
Er wurde in der Nachwuchsabteilung des Vereins Hapoel Emek Hefer ausgebildet. Im Alter von 16 Jahren unterzeichnete er einen langfristigen Vertrag bei Elitzur Netanya. Im Sommer 2023 wechselte Saraf zum Erstligisten Ironi Kiryat Ata. Für die Mannschaft bestritt er während der Saison 2023/24 26 Ligaspiele, in denen er im Durchschnitt 10,7 Punkte und 3,7 Vorlagen erzielte.
Saraf entschied sich, seine Laufbahn in Deutschland fortzusetzen, im Sommer 2024 ging er zu Ratiopharm Ulm. Mitte Oktober 2024 erzielte er in einem Freundschaftsspiel gegen die Portland Trail Blazers aus der nordamerikanischen NBA 16 Punkte. Ausgetragen wurde das Spiel in den Vereinigten Staaten, es war das erste in dem Land veranstaltete Duell einer deutschen Mannschaft gegen einen NBA-Vertreter.
Im Juni 2025 sicherten sich die Brooklyn Nets im NBA-Draftverfahren die Rechte an Saraf. Er wurde in der Saison 2024/25 mit Ulm Zweiter der deutschen Meisterschaft.

### Nationalmannschaft
Bei der U16-Europameisterschaft 2022 als auch bei der U18-EM 2024 stand Saraf an der Spitze der Korbjägerliste. Bei letzterem Turnier wurde er als wertvollster Spieler ausgezeichnet.